# Sora Calcio 1907
L'A.S.D. Sora Calcio 1907, meglio conosciuta come Sora, è una società calcistica italiana con sede nella città di Sora. Milita in Serie D, la quarta divisione del campionato italiano.
La società è un'evoluzione della vecchia Città di Sora, che nel 2005 è succeduta alla previgente società del 1957, la quale a sua volta aveva raccolto l'eredità del primo club del 1907. Il Sora nella stagione 1933-1934 ha raggiunto la Prima Divisione, che ha riconquistato in seguito nella sua storia. L'ultimo periodo di permanenza prolungata tra Serie C1 e Serie C2 è incominciata nella stagione di Serie C2 1992-1993 ed è proseguita sino alla stagione di Serie C1 2004-2005.
Dopo il fallimento societario del 2005, la squadra ha militato prima nelle categorie dilettantistiche provinciali, e dal 2011 al 2015 nel campionato di Serie D, per poi tornare nei campionati provinciali e regionali fino alla stagione 2022-2023, quando raggiunse il primo posto nell’Eccellenza Lazio e fu promossa di nuovo in Serie D.

## Storia

### Dalla fondazione all'epoca Ghiggia
La società calcistica fu fondata nel 1907. Nel 1907 a Sora venne fondato il Club Ginnastica e Calcio Sora. Nei primi anni, in assenza di un campo da calcio, il terreno di gioco fu ricavato nell'attuale piazza Indipendenza, in pieno centro cittadino. Le prime sfide furono effettuate contro il Naples, l'Internazionale e la Lazio.
Dopo il terremoto del 1915 che distrusse completamente Sora e dopo il periodo bellico della prima guerra mondiale si dovette aspettare qualche anno prima di vedere ricostituita una società di calcio.
Era il 1920 quando un gruppo di giovani sorani ricostituì un'associazione calcistica. Nei primi anni venti venne poi costruito il primo campo sportivo: lo Sferracavallo (l'attuale Claudio Tomei).
Nella prima metà degli anni trenta la società milita nei campionati regionali, mentre nella seconda metà, dopo due anni in Prima Divisione, si assesta nella Prima Divisione Lazio.
Negli anni cinquanta il Sora disputa alcune stagioni tra la IV Serie e la Promozione, ma nel 1957 giunge al capolinea fallendo economicamente. La Lega di Firenze delibera lo scioglimento della squadra.
Nel 1959 la panchina viene affidata ad Alcides Ghiggia, già campione del mondo con l'Uruguay nel 1950.

### Anni 60 e 70

Una formazione del Sora nella stagione 1974-1975

Un nuovo sodalizio, la Unione Sportiva, parte dunque da zero risalendo dopo molti anni in Serie D. Il miglior risultato è la finale di Coppa Italia Dilettanti nella stagione 1967-1968 persa 2-1 contro la STEFER.
Presidente in quegli anni è Antonio Annunziata, imprenditore nel campo dei detersivi. Nel 1977 il Sora (allora denominata Unione Sportiva Sora) cambia proprietà, passando ad Antonio Fiorini. Questi nomina Claudio Di Pucchio nuovo allenatore del Sora. Kristovich nella stagione 1977-1978 conquista la vittoria in Promozione.

### Anni 80
Nella stagione 1980-1981 il Sora si classifica al quarto posto della Serie D. Nel 1981 Fiorini cede l'intera rosa (compreso l'allenatore) all'Isernia. Nel 1982, sotto la presidenza di Mario Apuzzo, il Sora di Mario Santececca retrocede di nuovo in Promozione, perdendo per 1 a 0 all'ultima di campionato a Terracina, ma viene ripescato in Serie D. A fine stagione 1982-1983 l'ultimo posto condanna il Sora alla Promozione laziale. Sono tre i successivi campionati di Promozione (con presidente Lombardozzi) che il Sora deve disputare prima di conoscere il punto più basso della sua storia: la retrocessione in Prima Categoria. Tiberio Marini assume la presidenza della società, la cui denominazione muta in Associazione Sportiva Sora. La squadra, affidata a mister Cianfarani, rimane in Prima Categoria. Antonio Fiorini rileva la società e la rifonda costituendo una nuova squadra: acquista dall'Isola Liri (in Serie D) il portiere Smimmo e il centrocampista Promutico; tornano in squadra Zappacosta e Di Stefano (dalla C2). La squadra viene affidata all'allenatore Bellardinelli e il Sora torna in Promozione.

### Da fine anni 80 a metà anni duemila
La stagione seguente (1988-1989) Fiorini richiama Di Pucchio in panchina e l'allenatore riporta il Sora nel campionato Interregionale. Gli incidenti occorsi nella gara in trasferta contro l'Isola Liri (25 novembre del 1990) costano una pesante squalifica consistente in un anno di partite casalinghe a porte chiuse. Nella stagione 1991-1992 la riforma dei campionati di C prevede un numero minore di promozioni, che comporta degli spareggi tra le vincenti dei raggruppamenti dell'Interregionale. In seguito al doppio confronto con il Sulmona, il Sora ottiene la promozione in Serie C2 grazie allo 0-0 all'Adriatico e ai gol di D'ambra e Luiso nel ritorno giocato allo Stadio Matusa di Frosinone, poiché più capiente dell'impianto sportivo sorano. Nella stessa stagione il Sora raggiunge la finale di Coppa Italia Dilettanti, persa 2-1 contro la Torres.

Il Toro di Sora, Pasquale Luiso, trascinatore della squadra nei primi anni 90: qui sul neutro di Perugia nello spareggio del 26 giugno 1994 contro la Turris per la promozione in Serie C1, deciso da un suo rigore.

Nella stagione 1993-1994 il Sora, nel cui staff figura il ds Frasca, ottiene la promozione in C1, dopo lo spareggio contro la Turris vinto ai rigori. La società passa ufficialmente ad Antonio Annunziata. Dopo il sesto posto della stagione 1995-96, nella successiva il Sora di Di Pucchio e del subentrante Castellucci retrocede in C2 perdendo ai play-out contro la Nocerina. Dopo quattro anni di C2 e un play-off perso contro il Benevento, il Sora di Di Pucchio giunge ai play-out contro il Tempio, rimanendo in C2 grazie all'1-1 in casa e al 3-2 in trasferta. Nella stagione successiva il Sora centra la promozione in C1 (3-1 ai supplementari nei play-off contro il Catanzaro). Nel novembre 2001 Antonio Annunziata abbandona la presidenza della società. A fine stagione il Sora si salva ai play-out contro il Castel di Sangro, con la partita d'andata vinta in casa al 90° ed il ritorno a reti inviolate. Nella stagione successiva il Sora retrocede, venendo poi ripescata grazie alla riorganizzazione della Serie B a 24 squadre. Dopo una stagione nella quale riesce ad evitare i play-out, la squadra retrocede nella successiva (Serie C1 2004-2005). La società viene radiata da tutti i campionati calcistici professionisti e dilettantistici.

### Rifondazioni, campionati dilettantistici dal 2005 e record di vittorie consecutive
Leonardo Lilla, presidente dei Boys Sora e Roberto Cirelli, presidente del settore giovanile della Associazione Sportiva Dilettantistica Sora, costituiscono la società sportiva Città di Sora che partecipa al campionato di Prima Categoria grazie alla squadra calcistica dei Boys Sora, ammessi di diritto alla Prima Categoria a seguito della precedente stagione in Seconda Categoria. Tornano Emilio Coraggio, ex capitano e il portiere Mario Di Girolamo, anch'egli con un passato al Sora. Il torneo si conclude con 75 punti e la vittoria raggiunta con quattro turni di anticipo. Nella stagione 2007-2008 Cirelli diventa l'unico presidente. La denominazione della squadra è ora Associazione Sportiva Dilettantistica Sora Calcio 1907. Alla fine del torneo di Promozione laziale il Sora si classifica secondo alle spalle del Torrenova e disputa i play-off. Nella semifinale i bianconeri escono sconfitti dal doppio confronto con i Pescatori Ostia con identico punteggio (1-0). Nella finale per il terzo posto i bianconeri vincono con il Monterosi sul neutro di Zagarolo (3-2) e si piazzano quinti in graduatoria ripescaggi. Ad agosto viene ufficializzato il passaggio in Eccellenza.L'ingegnere Palma consiglia fortemente Cirelli a lasciare la societa' a Borza imprenditore irlandese , ma purtroppo i progetti proclamati dall'imprenditore non rispecchiano la realtà.

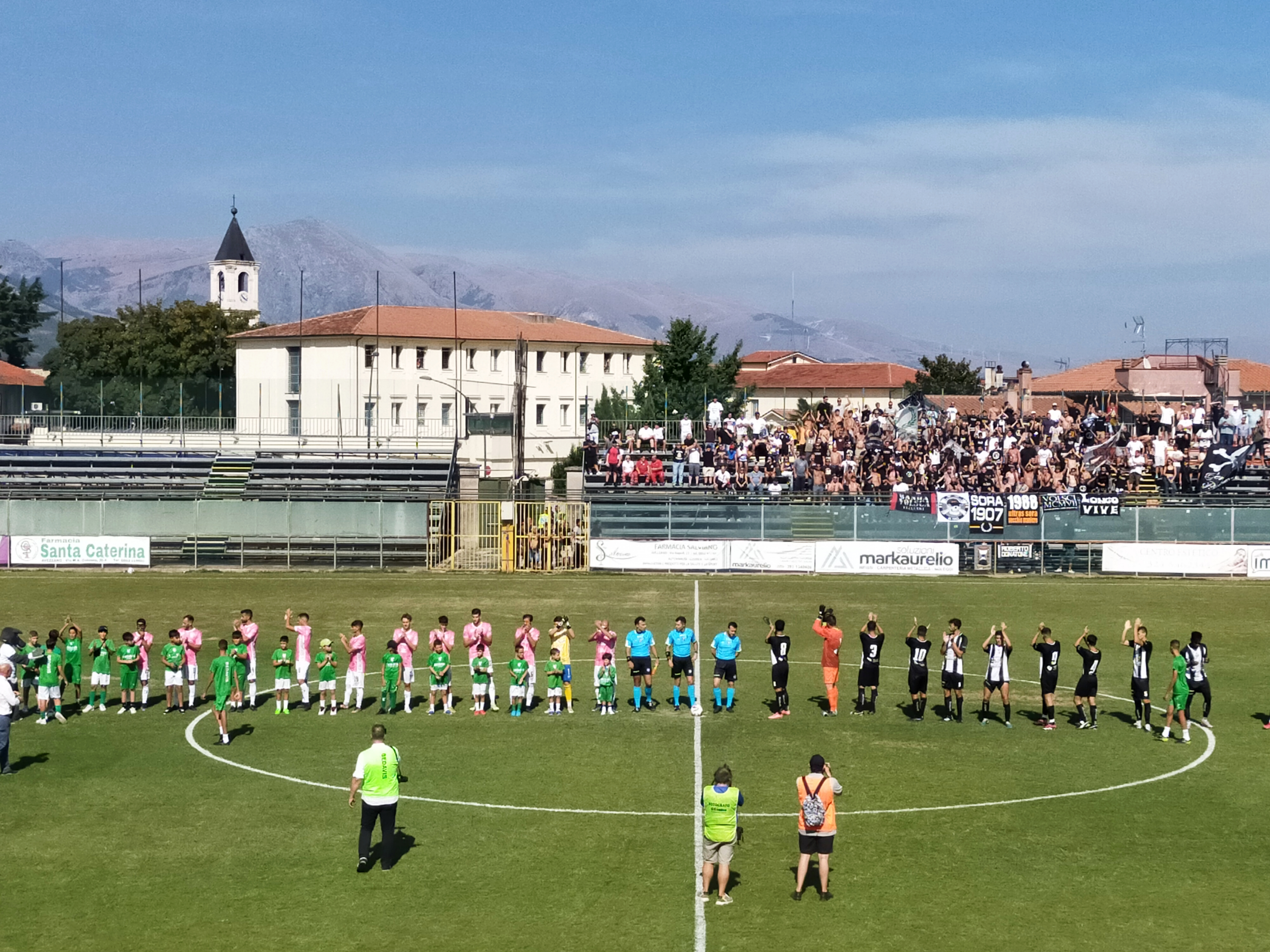
Avezzano-Sora (Coppa Italia Serie D 2023-2024)

Il Sora si classifica al quinto posto e raggiunge la semifinale di Coppa Italia Dilettanti uscendo sconfitta di misura dal doppio confronto con il Pomezia. Nella stagione successiva Mario Borza lascia la presidenza. Per evitare il fallimento e la rinuncia al campionato di Eccellenza, la dirigenza viene presa dal "comitato di tifosi". Nel gennaio 2010 l'allenatore Maurizio Promutico viene sostituito da Pasquale Luiso, il quale porta la squadra al nono posto. Massimiliano Tucciarelli viene eletto presidente nella stagione successiva. La promozione in Serie D passa attraverso lo spareggio con la Lupa Frascati vinto per 1-0.
Nei successivi quattro anni il club ha vissuto frequenti cambi di proprietà, crisi societarie e finanziarie, nonché debiti federali che ne hanno condizionato i risultati sportivi, raggiungendo però ogni volta la salvezza.
Nell'estate del 2015 la A.S.D. G. e C. Sora non presenta l'iscrizione al successivo campionato di Serie D.
Una società chiamata Valleradice Calcio nel campionato 2015/2016 inizialmente con alla guida l'ex del Sora Tommaso De Carolis e in seguito sostituito da Franco Vano anch'egli ex bianconero, si classifica al terzo posto, ricostruendo però il settore giovanile.con Cirelli vincendo tutti i campionati provinciali, e ricostruendo la scuola calcio con oltre 180 bambini. Nel campionato successivo il presidente Giuseppe Di Pede , dopo la volontà del sindaco e dell'assessore allo sport .. cambiano denominazione alla società Valleradice riconsegnando il nome Sora Calcio e da lì prende forma un progetto innovativo che vede una rosa di elementi esclusivamente sorani compresa la guida di mister Antonio Tersigni che porta alla vittoria del campionato di Prima Categoria. Anche l'anno successivo la società ottiene la vittoria in campionato e l'incremento del settore giovanile. Nella stagione 2018/2019 si concretizza l'accordo con la ASD Ginnastica Sora alla quale viene riconosciuto il Premio di solidarietà per Davide Zappacosta di circa 300.000 Euro, ma per mancanze dovute alle precedenti gestioni del Sora Calcio di circa 220.000 € restano poche briciole che consentono comunque a Vinci di ripartire con il campionato di Eccellenza eliminando debiti e rimanenze. Negli anni successivi le giovanili hanno partecipato ai campionati regionali e la prima squadra, composta dal 70% da atleti sorani, nonostante un budget limitato ha mantenuto posizioni di prima fascia. Dopo settimane di incertezza, l'ex patron  Vinci si decide a cedere gratuitamente e senza debiti il titolo al sindaco De Donatis. Quest'ultimo ha fatto da mediatore nella trattativa che ha portato inizialmente Lilla Leonardo con altri imprenditori locali ma, al momento del passaggio, Lilla ha preferito cedere il club all'avvocato napoletano Giovanni Palma, coadiuvato dal giovane vicepresidente sorano Gianluca Parente e da un gruppo di professionisti fra cui il direttore della comunicazione il giornalista Michel Emi Maritato..
Nella stagione 2022-2023 dell'Eccellenza Lazio, con il successo per 2-0 in casa del Gaeta, il Sora vince la 24ª partita consecutiva, eguagliando il record storico dell'Eccellenza appartenuto alla Villese.. Le giornate successive, vincendo la partita casalinga contro il P.C. Tor Sapienza e la trasferta con il Monte San Biagio, porta la striscia a 26 vittorie consecutive, record europeo per la categoria.

## Colori e simboli

### Colori
I colori sociali sono il bianco e il nero che fanno parte dello stemma della città.

### Simboli ufficiali

#### Stemma
Lo stemma ufficiale del Sora è composto da uno scudo che presenta al suo interno delle strisce orizzontali bianche e nere (4 bianche e 3 nere), avvolto da due spighe e coronato. Sotto lo scudo l'anno di fondazione della società, il 1907, e la denominazione "Sora Calcio", entrambe in oro.

## Palmarès

### Competizioni interregionali
- Campionato Interregionale: 1

1991-1992 (girone H)

### Competizioni regionali
- Eccellenza: 2

2010-2011 (girone B), 2022-2023 (girone B)
- Promozione: 3

1952-1953 (girone B), 1977-1978 (girone B), 1988-1989 (girone C)
- Prima Categoria: 1

1967-1968 (girone B)
- Seconda Divisione: 2

1932-1933, 1935-1936
- Campionato italiano di terza divisione: 1

1931-1932

### Altri piazzamenti
- Serie C:

Terzo posto: 1946-1947 (girone E)
- Serie C2:

Secondo posto: 1993-1994 (girone C)
Terzo posto: 1997-1998 (girone C)
Vittoria play-off: 2000-2001 (girone C)
- Promozione:

Secondo posto: 2007-2008 (girone D), 2017-2018 (girone D)
- Prima Categoria:

Terzo posto: 1960-1961 (girone D)
- Campionato italiano di terza divisione:

Secondo posto: 1931-1932 (girone B, Lazio)
- Coppa Italia Dilettanti:

Finalista: 1967-1968
Semifinalista: 1991-1992 (finalista della Fase Interregionale)

## Statistiche e record

### Partecipazione ai campionati
| Livello | Categoria                 | Partecipazioni | Debutto   | Ultima stagione | Totale |
| ------- | ------------------------- | -------------- | --------- | --------------- | ------ |
| 3º      | Prima Divisione           | 2              | 1933-1934 | 1934-1935       | 13     |
| 3º      | Serie C                   | 4              | 1939-1940 | 1947-1948       | 13     |
| 3º      | Serie C1                  | 7              | 1994-1995 | 2004-2005       | 13     |
| 4º      | Promozione                | 4              | 1948-1949 | 1951-1952       | 24     |
| 4º      | IV Serie                  | 4              | 1953-1954 | 1956-1957       | 24     |
| 4º      | Serie D                   | 11             | 1968-1969 | 2025-2026       | 24     |
| 4º      | Serie C2                  | 6              | 1992-1993 | 2000-2001       | 24     |
| 5º      | Serie D                   | 6              | 1978-1979 | 2013-2014       | 11     |
| 5º      | Campionato Interregionale | 5              | 1981-1982 | 1991-1992       | 11     |

## Tifoseria
Il tifo organizzato sorano in passato era guidato dallo storico gruppo SKIZZATI 1988 e c'erano altri gruppi ultras organizzati minori come Boys, Brigate 1907, SKINS e Sez. Litfiba. Dagli anni duemila, si sono affacciati poi altri due gruppi organizzati che sono Estranei e Kollassati. Fino al fallimento del 2015, gli ultras volsci si firmavano con il nome Curva Nord Sora.

### Gemellaggi e rivalità
Amicizie
- VJS Velletri[10] (dal 1992)
- Gaeta
- Nola

Ex gemellaggi e amicizie passate con rispetto 
-  Juve Stabia
-  Frattese

Rivalità
- Isola Liri[11]
- Frosinone[12][13][14]
- Turris[12][13]
- Nocerina[13]
- Olbia[14] (dal 2014)
- Cassino[12]
- Viterbese[15][16]
- Ostia Mare[17] (dal 2013)
- Lanciano[13]
- Giulianova[13][18] (dal 2003)
- Sulmona[13]
- Avezzano[13]
- Terracina
- L’Aquila[13]
- Trapani[13]
- Lodigiani[13][19] (dal 1995)
- Formia[20][21]
- Pro Cisterna